# Підлипці
Підли́пці — село в Україні, в Золочівському районі Львівської області. Населення становить 1120 осіб. Орган місцевого самоврядування — Золочівська міська рада. 

## Люди
В селі народилися:
- Кедринський Юліан Васильович — яворівський надрайонний провідник ОУН, лицар Срібного хреста заслуги УПА.
- Лясковський Ксаверій (1856—1909) — український і польський актор, режисер, співак.

## Пам'ятки
- Біля цвинтару стоїть дерев'яна церква св. арх. Михайла 1761 р.
- Неподалік від села розташована комплексна пам'ятка природи — «Гора Кузяріна».